# KeuPa HT
Das KeuPa Hockey Team (KeuPa HT) ist ein 1995 gegründeter finnischer Eishockeyklub aus Keuruu. Die Mannschaft spielt seit 2014 in der Mestis und trägt ihre Heimspiele in der Keuruun Jäähalli aus.

## Geschichte
Der Verein wurde 1995 gegründet. Die Mannschaft stieg in der Saison 2010/11 in die drittklassige Suomi-sarja auf, nachdem er im Vorjahr noch in der Relegation scheiterte. Bereits in seiner Premierenspielzeit in der Suomi-sarja gewann KeuPa HT deren Meistertitel. Anschließend verpasste man in der Relegation jedoch den Aufstieg in die zweitklassige Mestis.
2014 gewann der Klub erneut die Meisterschaft der Suomi-sarja und stieg in die Mestis auf.